# Czesław Osękowski
Czesław Osękowski (ur. 1951 w Gubinie) – polski historyk, politolog, specjalizujący się w historii powszechnej po II wojnie światowej, historii współczesnej Polski oraz naukach politycznych; nauczyciel akademicki związany z Uniwersytetem Zielonogórskim i jego rektor w latach 2005-2012.

## Życiorys
Urodził się w 1951 roku w Gubinie, gdzie ukończył szkołę podstawową. W Lubsku ukończył Liceum Pedagogiczne. Jest synem leśniczego, pracującego w Stargardzie Gubińskim. Po pomyślnie zdanym egzaminie maturalnym w 1970 roku, rozpoczął studia politologiczne na Uniwersytecie Wrocławskim, które ukończył w 1975 roku magisterium. Na uczelni tej uzyskał w 1983 roku stopień naukowy doktora nauk humanistycznych w zakresie politologii. W tym samym roku rozpoczął pracę zawodową w Wyższej Szkole Pedagogicznej w Zielonej Górze (od 2001 roku Uniwersytet Zielonogórski), przechodząc tam przez wszystkie stopnie zawodowe od adiunkta przez profesor nadzwyczajnego po profesora zwyczajnego w 2001 roku. Stopień naukowy doktora habilitowanego nauk humanistycznych w zakresie historii otrzymał w 1995 roku Uniwersytecie Adama Mickiewicza w Poznaniu na podstawie rozprawy Społeczeństwo Polski Zachodniej i Północnej w latach 1945–1956. W 2000 roku otrzymał tytuł profesora nauk humanistycznych.
Poza działalnością naukowo-dydaktyczną pełnił szereg funkcji organizacyjnych na Uniwersytecie Zielonogórskim. W latach 1994–1999 był zastępcą dyrektora do spraw naukowych, a następnie od 1999 do 2002 roku dyrektorem Instytutu Historii UZ. Piastował także urząd dziekana Wydziału Humanistycznego UZ. W 2005 roku został wybrany na stanowisko rektora tej uczelni, które piastował przez dwie kadencje do 2012 roku. Podczas jego rządów udało mu się m.in. zdobyć pieniądze na budowę nowego gmachu dla Biblioteki Głównej i Parku Naukowo-Technologicznego w Nowym Kisielinie.
Za swoją działalność był wielokrotnie nagradzany. Dziewięciokrotnie otrzymywał nagrody Ministra Nauki i Szkolnictwa Wyższego. W 2001 r. otrzymał nagrodę historyczną tygodnika „Polityka”. W 1999 r. otrzymał doroczną nagrodę prezydenta Zielonej Góry. Jest także honorowym obywatelem gminy Gubin oraz miasta i gminy Lubsko. W latach 2012–2014 kierował Zespołem ds. Połączenia Miasta Zielona Góra z Gminą Zielona Góra w jeden samorząd terytorialny. Odznaczony Krzyżem Kawalerskim Orderu Odrodzenia Polski, odznaką honorową „Zasłużony dla Kultury Polskiej” i „Zasłużony dla Archiwistyki Polskiej” oraz medalem „Zasłużony dla Województwa Lubuskiego”. W 2003 został członkiem Komitetu Nauk Historycznych PAN.
W latach 1983–1985 był zastępcą kierownika wydziału ideologicznego KW PZPR. W latach 1980–1983 pracując w strukturach ówczesnej władzy współdziałał z NSZZ „Solidarność” w Gubinie i Gminie Gubin m.in. merytorycznie i finansowo wspierał działalność Związku i osoby internowane w stanie wojennym (Źródło: Pisemne oświadczenie Jerzego Pogłodzińskiego z marca 2007 roku, przewodniczącego Międzyzakładowej Miejskiej Komisji Koordynacyjnej NSZZ „Solidarność” w Gubinie w latach 1980–1981, internowanego w stanie wojennym).
W latach 2021–2023 był przewodniczącym Komitetu Honorowego Jubileuszu 800-lecia powstania Zielonej Góry i 700-lecia uzyskania praw miejskich.

## Dorobek naukowy
W pracy naukowej zajmuje się tematyką związaną z pograniczem i stosunkami polsko-niemieckimi w XX wieku, dziejami ziemi lubuskiej, historią polityczną Polski i powszechną XX wieku, integracją europejską. Jest autorem 8 książek, ponad stu artykułów naukowych oraz dziewięciu redakcji prac zbiorowych. Wypromował dwunastu doktorów z zakresu historii i politologii. Do jego ważniejszych publikacji należą:
- Pionierzy w mundurach na Ziemi Lubuskiej, Zielona Góra 1985.
- Ziemie Zachodnie i Północne Polski w okresie stalinowskim, Zielona Góra 1999.
- Dziesięć lat transformacji ustrojowej w Polsce, Zielona Góra 2000.
- Referendum 30 czerwca 1946 roku w Polsce, Warszawa 2000.
- Wybory do sejmu z 19 stycznia 1947 roku w Polsce, Poznań 2000.
- Polska w Unii Europejskiej, Zielona Góra 2003.
- Z dziejów Ziemi Lubuskiej po drugiej wojnie światowej, Zielona Góra 2005.
- Ziemie Odzyskane w latach 1945–2005 : społeczeństwo, władza, gospodarka, Zielona Góra 2006.
- Stan wojenny na Ziemi Lubuskiej, Zielona Góra 2009.